# André Helfferich
André Helfferich (* 18. Februar 1858 in Telgte; † 28. August 1905 in Saarlouis) war ein deutscher Verwaltungsjurist.

## Leben
André Helfferich war der Sohn des Kaufmanns Anton Helfferich und dessen Ehefrau Julie Böhmer. Nach dem Besuch des Gymnasiums Münster und dem Abitur am Gymnasium Lingen  absolvierte er ein Studium der Rechtswissenschaften an der Ludwig-Maximilians-Universität München, wo er 1879  Mitglied des Corps Isaria wurde. Nach der ersten juristischen Staatsprüfung am 3. Juli 1882 beim Oberlandesgericht Naumburg folgte die dreijährige Tätigkeit als Referendar beim  Amtsgericht Stade, Landgericht Osnabrück sowie bei der Bezirksregierung Arnsberg, wo er am 10. September 1887 das Große juristische Staatsexamen ablegte. Er kam als Regierungsassessor zur Bezirksregierung Oppeln und später ins westfälische Burgsteinfurt. Helfferich wechselte in das Saarland und wurde am 6. Januar 1890 zunächst kommissarischer Landrat in Saarlouis. Am 10. August 1890 folgte die definitive Ernennung zum Landrat des Landkreises Saarlouis. Das Amt hatte er bis zu seinem Tod 1905 inne.